# 堺市雑居ビル女児絞殺事件
堺市雑居ビル女児絞殺事件（さかいしざっきょビルじょじこうさつじけん）とは、1984年（昭和59年）に日本の大阪府堺市にある雑居ビル内のトイレで女児が乱暴されて絞殺された事件である。

## 概要
1984年（昭和59年）6月29日、堺市内の雑居ビルにある地下一階のトイレで少女が死亡しているのが発見された。大阪府警察本部は殺人事件として捜査して1988年（昭和63年）7月にトイレの壁についていた指紋から、別件の女友達から金を脅し取ろうとした恐喝未遂容疑で逮捕されていた男Aを拘置中の8月29日に自供したとして殺人容疑で再逮捕。その後、被告Aが雑居ビル近くで少女を見つけて知人の子供だと思って地下室まで追跡。勘違いだと判明したが少女のことをかわいらしいと思い、乱暴。少女が騒いだため、右手で首を絞めて殺害したとして大阪地方検察庁は起訴した。

## 裁判経過
大阪地方裁判所の第一審では1991年（平成3年）3月25日、殺人については無罪、別件の恐喝未遂罪についてのみ罰金10万円（求刑無期懲役）とする判決を下した。判決では「暴行現場に被害者の指紋が存在しない」「被告の腰痛を考えると暴れる女児を乱暴できたかどうかについて疑問が残る」「被告が首を10秒間ほど絞めて殺害したと自供していると言うが、窒息死させるには2分から5分必要」などとして自白調書の信用性を否定。さらに、自白調書が被告が否認していたと思われる時期に作成されているとして任意性を否定した。争点の被告から犯行を打ち明けられたとする女性の証言についても女性がアルコール使用障害であるとして証言に疑いがあるとして、被告と一緒に犯行現場に花を供えたという日時にはアリバイが成立する可能性があるとした。トイレの壁に一つあった被告の指紋についても別の時についた可能性があるとした。検察はこの判決に対して不服として控訴した。
大阪高等裁判所で争われた控訴審判決公判では1994年（平成6年）5月11日、懲役20年の逆転有罪判決が下された。判決では自白調書について変異の理由が合理的に説明できるとして信用性を認めた。さらに女性の証言についても断片的ながらも信用できるとした。指紋についても被告が事件に関わったことを裏付ける重要な証拠」とした。弁護側はこの判決に対して上告した。
1992年（平成4年）5月15日、最高裁判所は弁護側の上告を棄却。判決では「二審の判決に不自然な点はなく上告理由には当たらない」とした。これによって二審判決の懲役20年が確定した。